# Hội đồng Nhà nước Cộng hòa Dân chủ Đức 1963–1967
Hội đồng Nhà nước Cộng hòa Dân chủ Đức 1963–1967 (tiếng Đức: Staatsrat der DDR 1963-1967) còn được gọi Hội đồng Nhà nước Đại hội Nhân dân khóa IV (tiếng Đức: IV. Staatsrat Volkskammer). Hội đồng được Đại hội Nhân dân bầu ngày 13/11/1963.
Hội đồng có nhiệm kỳ đến ngày 13/7/1967 khi Đại hội Nhân dân bầu ra Hội đồng Nhà nước mới

## Thành viên
| - Đảng Xã hội Chủ nghĩa Thống nhất Đức (SED) - Đảng Dân chủ Tự do Đức (LDPD) - Liên minh Dân chủ Cơ đốc giáo Đức (CDU) | - Đảng Dân chủ Quốc gia Đức (NDPD) - Đảng Nông dân Dân chủ Đức (DBD) |

| STT                                                          | Tên | Tên                            | Chức vụ kiêm nhiệm | Nhiệm kỳ       | Ghi chú khác                          |
| ------------------------------------------------------------ | --- | ------------------------------ | --- | -------------- | ------------------------------------- |
| Chủ tịch Hội đồng Nhà nước Vorsitzender des Staatsrats       |     |                                | |                |                                       |
| 1                                                            |     | Walter Ulbricht (1893-1973)    | Bí thư thứ nhất Trung ương SED; Chủ tịch Hội đồng Quốc phòng                                                                            | 11/1963-7/1967 |                                       |
| Phó Chủ tịch Hội đồng Nhà nước Stellvertreter des Staatsrats |     |                                | |                |                                       |
| 2                                                            |     | Otto Grotewohl (1894-1964)     | Chủ tịch Hội đồng Bộ trưởng; Ủy viên Hội đồng Quốc phòng                                                                                | 11/1963-9/1964 | Mất khi đang tại nhiệm                |
| 3                                                            |     | Johannes Dieckmann (1893-1969) | Chủ tịch Đại hội Nhân dân; Phó Chủ tịch Trung ương LPDP                                                                                 | 11/1963-7/1967 |                                       |
| 4                                                            |     | Gerald Götting (1923-2015)     | Phó Chủ tịch Ủy ban Quốc phòng Đại hội Nhân dân (1963); Phó Chủ tịch Trung ương CDU                                                     | 11/1963-7/1967 |                                       |
| 5                                                            |     | Heinrich Homann (1911-1994)    | Phó Chủ tịch Ủy ban Quốc phòng Đại hội Nhân dân (1963); Phó Chủ tịch Trung ương NDPD; Ủy viên Đoàn Chủ tịch Mặt trận Toàn quốc CHDC Đức | 11/1963-7/1967 |                                       |
| 6                                                            |     | Manfred Gerlach (1928-2011)    | Phó Chủ tịch Ủy ban Quốc phòng Đại hội Nhân dân (1963); Tổng Bí thư LDPD                                                                | 11/1963-7/1967 |                                       |
| 7                                                            |     | Hans Rietz (1914-1996)         | Ủy viên Trung ương DBD | 11/1963-7/1967 |                                       |
| 8                                                            |     | Willi Stoph (1914-1999)        | Chủ tịch Hội đồng Bộ trưởng; Ủy viên Hội đồng Quốc phòng                                                                                | 9/1964-7/1967  | Trước đó là Ủy viên Hội đồng Nhà nước |
| Ủy viên Hội đồng Nhà nước Mitglieder des Staatsrats          |     |                                | |                |                                       |
| 9                                                            |     | Erich Correns (1896-1981)      | Chủ tịch Mặt trận Toàn quốc CHDC Đức | 11/1963-7/1967 |                                       |
| 10                                                           |     | Friedrich Ebert (1894-1979)    | Ủy viên Bộ Chính trị SED; Thị trưởng Thành phố Đông Berlin                                                                              | 11/1963-7/1967 |                                       |
| 11                                                           |     | Erich Grützner (1910-2001)     | Ủy viên Ủy ban Ngân sách và Tài chính Đại hội Nhân dân                                                                                  | 11/1963-7/1967 |                                       |
| 12                                                           |     | Lieselott Herforth (1916-2010) | Hiệu trưởng Đại học Công nghệ Dresden                                                                                                   | 11/1963-7/1967 |                                       |
| 13                                                           |     | Friedrich Kind (1928-2000)     | Chủ tịch Tỉnh ủy CDU ở Potsdam | 11/1963-7/1967 |                                       |
| 14                                                           |     | Bernard Koenen (1889-1964)     | Ủy viên Trung ương Đảng SED | 11/1963-7/1967 |                                       |
| 15                                                           |     | Else Merke (1920-2005)         | Phó Chủ tịch Hội Liên hiệp Phụ nữ Dân chủ Đức                                                                                           | 11/1963-7/1967 | nữ                                    |
| 16                                                           |     | Günter Mittag (1926-1994)      | Chủ nhiệm Ủy ban Kinh tế Trung ương Đảng SED                                                                                            | 11/1963-7/1967 |                                       |
| 17                                                           |     | Christel Pappe (1935-2016)     | | 11/1963-7/1967 |                                       |
| 18                                                           |     | Karl Rieke (1929-2018)         | | 11/1963-7/1967 |                                       |
| 19                                                           |     | Hans Rodenberg (1895-1978)     | Thứ trưởng Bộ Văn hóa | 11/1963-7/1967 |                                       |
| 20                                                           |     | Horst Schumann (1923-1993)     | Ủy viên Trung ương SED | 11/1963-7/1967 |                                       |
| 21                                                           |     | Klaus Sorgenicht (1923-1999)   | | 11/1963-7/1967 |                                       |
| 22                                                           |     | Christian Steinmüller (1927-)  | Phó Chủ tịch Hội Liên hiệp Phụ nữ Dân chủ Đức                                                                                           | 11/1963-7/1967 |                                       |
| 23                                                           |     | Paul Strauß (1923-1995)        | Ủy viên Trung ương SED | 11/1963-7/1967 |                                       |
| 24                                                           |     | Bernard Koenen (1889-1964)     | | 11/1963-4/1964 | Mất khi đang tại nhiệm                |
| 25                                                           |     | Brunhilde Hanke (1930-)        | Thị trưởng của Thành phố Potsdam | 11/1964-7/1967 | Bầu bổ sung                           |
| 26                                                           |     | Anni Neumann (1926-)           | | 11/1964-7/1967 | Bầu bổ sung                           |
| Thư ký Hội đồng Nhà nước Sekretär des Staatsrats             |     |                                | |                |                                       |
| 27                                                           |     | Otto Gotsche (1904-1985)       | | 11/1963-7/1967 |                                       |